# Mike Pondsmith
Michael Alyn Pondsmith (Santa Cruz, California, Estados Unidos; 14 de abril de 1954), más conocido por su seudónimo Mike Pondsmith, es un diseñador de juegos de rol y videojuegos estadounidense. Es conocido por su trabajo para la editorial R. Talsorian Games, donde desarrolló la mayoría de las líneas de juegos de rol de la compañía desde que fundó la compañía en 1982. A Pondsmith se le acredita como autor de varias líneas de juegos de rol, incluyendo Mekton (1984), Cyberpunk (1988) y Castle Falkenstein (1994). También contribuyó a las líneas de juegos Forgotten Realms y Dungeons & Dragons de Oriental Adventures, trabajó en varias capacidades en videojuegos y fue autor o cocreador de varios juegos de mesa. Pondsmith también trabajó como instructor en el DigiPen Institute of Technology.

## Biografía

### Primeros años
Siendo nacido en una familia de militares, era hijo de una psicólogo y un oficial de la Fuerza Aérea, que viajó por todo el mundo con la Fuerza Aérea de EE. UU. durante los primeros 18 años de su vida. Se graduó de la Universidad de California en Davis con una licenciatura en diseño gráfico y una licenciatura en psicología del comportamiento. Pondsmith recuerda que había estado diseñando juegos incluso cuando era niño, pero no fue hasta la universidad que se le presentó la idea de los juegos de rol de lápiz y papel cuando un amigo consiguió una copia del Dungeons & Dragons original. Con mucha experiencia en juegos de guerra navales, se interesó en la mecánica de juego utilizada por Dungeons & Dragons, pero no en el escenario de fantasía que presentaba. Sin embargo, su interés aumentó cuando adquirió una copia de Traveller, un juego de rol de ciencia ficción publicado en 1977 por Game Designers' Workshop. Insatisfecho con su mecánica, Pondsmith reescribió el juego para su uso personal bajo el nombre de Imperial Star. Pondsmith más tarde llamó a Traveller el mejor juego de rol que había encontrado en los galardonados Hobby Games: The 100 Best de Green Ronin.

### Carrera temprana
Antes de convertirse en diseñador de juegos de lápiz y papel, Pondsmith trabajó en la industria de los videojuegos como diseñador gráfico. Su primer trabajo después de la universidad consistió en diseñar empaques y materiales publicitarios para la ahora desaparecida California Pacific Computer Company (CPCC). Reempaquetar los juegos japoneses para el mercado mundial occidental fue el enfoque principal de CPCC en sus primeros días. Más tarde pasó a crear diseños para los títulos originales producidos por Bill Budge y para los primeros juegos de la saga Ultima diseñados por Richard Garriott, todos los cuales fueron publicados por CPCC. El trabajo de Pondsmith en CPCC terminó debido a los problemas que encontró el propietario y comenzó a administrar una casa de composición tipográfica en la Universidad de California en Santa Cruz. Pondsmith se inició en el diseño de juegos amateur a principios de la década de 1980, diseñando un juego para sí mismo llamado Imperial Star como resultado de intentar mejorar el sistema de combate de Traveller.
Según Pondsmith, no había mucho que hacer en el área del diseño de videojuegos a principios de la década de 1980 debido en gran parte a las limitaciones de la tecnología disponible. La mayoría de los juegos lanzados por CPCC fueron para máquinas Apple II. Sin embargo, estaba familiarizado con los juegos de lápiz y papel, que jugaba en ese momento y se interesó en el diseño de juegos de papel. Gracias a su trabajo secundario en la composición tipográfica, tuvo acceso a computadoras muy modernas (para la época) con software avanzado que se usaba en el diseño de libros y revistas. Aprovechando este acceso, escribió un juego llamado Mekton, un juego mecha basado en libros de manga japonés con los que se había topado en el pasado. Debido al interés que generó su trabajo en los juegos de papel, el diseño de juegos consumió su carrera de diseño gráfico (aunque continuó diseñando y maquetando la mayoría de los libros de R. Talsorian Games).

### Primeros juegos de rol
El primer juego que Pondsmith diseñó desde cero fue Mekton, un juego mecha con fuertes influencias de manga y anime, lanzado en 1984. Pondsmith admitió que basaba principalmente su trabajo en el manga Mobile Suit Gundam escrito en japonés, que había adquirido. Al no comprender el texto, recreó de forma imprecisa la dinámica del mundo únicamente a partir de las imágenes de los cómics. La primera prueba pública del juego se produjo en una convención local. El lanzamiento público inicial de Mekton se centró en su mecánica de batalla sin ningún elemento de juego de roles; esto lo convirtió en un juego de guerra táctico puro. Su éxito le demostró a Pondsmith que podía ganarse la vida con el diseño de juegos y fundó la compañía R. Talsorian Games (RTG) en 1985. En 1986, Mekton fue relanzado como un juego de rol adecuado Pondsmith y Mike Jones acreditados como autores. En 1987, R. Talsorian Games lanzó otro de los juegos de Pondsmith inspirado en el manga japonés, Teenagers from Outer Space, (RPGA Gamer's Choice Award).  En ese mismo año, Pondsmith lanzó Mekton II, una nueva edición del sistema, con mecánicas basadas en el sistema Interlock, que luego se usó con ligeras modificaciones en la línea Cyberpunk. Teenagers from Outer Space se relanzó con cambios significativos en la mecánica en 1989. Los juegos de rol como Cyberpunk (más tarde Cyberpunk 2020) y Cyberpunk V3 se tradujeron a 9 idiomas. Pronto siguieron Castle Falkenstein (Mejor juego de 1994), CyberGeneration y Dream Park. También colaboró con los diseñadores de Hero Games en el sistema Fuzion.

#### Juego de rolCyberpunk
En 1988, R. Talsorian Games lanzó Cyberpunk: The Roleplaying Game of the Dark Future. Ambientado en el año 2013 (y a menudo denominado Cyberpunk 2013), el juego era un producto en caja que constaba de tres libros separados escritos por Pondsmith, con Mike Blum, Colin Fisk, Dave Friedland, Will Moss y Scott Ruggels como coautores. Siguieron varias expansiones de Pondsmith y otros autores y Pondsmith lanzó Cyberpunk 2020, un manual con un arco de la historia y una mecánica actualizados (aunque las expansiones existentes siguieron siendo compatibles con el nuevo juego) en 1990.
Pondsmith diseñó Cyberpunk 2013 como el segundo juego en usar el sistema Interlock. Pondsmith atribuye la creación de Cyberpunk a su interés en el género provocado principalmente por Blade Runner de Ridley Scott lanzado en 1982. La motivación detrás del juego de rol Cyberpunk fue su deseo de recrear la tecnología y el estilo oscuro del cine negro de la película. Cyberpunk es la línea de productos más amplia de la biblioteca RTG con cuarenta y cuatro libros de consulta que contienen más de 4700 páginas. El juego ha tenido un estimado de 5 millones de jugadores hasta la fecha.
En 1993, nuevamente bajo el estandarte de R. Talsorian Games, Pondsmith lanzó una línea de tiempo alternativa para la línea Cyberpunk. El libro de consulta titulado CyberGeneration se mejoró aún más con expansiones adicionales y se lanzó una segunda edición en 1995, que se basó en temas explorados existentes. Una licencia para la línea fue adquirida más tarde por Jonathan Lavallee, propietario de Firestorm Ink, fundada específicamente para continuar con la línea de productos CyberGeneration de R. Talsorian Games en 2003.
En 1996, Wizards of the Coast obtuvo la licencia de Cyberpunk para su juego de cartas coleccionables Netrunner. Diseñado por Richard Garfield, Netrunner presentó ubicaciones, entidades y personajes familiares para los jugadores de Cyberpunk 2020. El juego fue nombrado uno de los juegos más subestimados del milenio en 1999 en la revista Pyramid publicada por Steve Jackson Games. Pondsmith aparece en los créditos del juego en la sección de "agradecimientos especiales" y hace un cameo como "Omni Kismet, Ph.D." (el nombre del personaje es un anagrama suyo). El 10 de mayo de 2012, Fantasy Flight Games anunció que lanzaría Android: Netrunner, un nuevo juego de cartas basado en Netrunner, bajo licencia de Wizards of the Coast. Otro juego de cartas de corta duración basado en la propiedad intelectual de Pondsmith fue Cyberpunk CCG, diseñado por Peter Wacks y publicado por Social Games en 2003.
En 1989, West End Games lanzó un cruce de Cyberpunk y Paranoia. El juego, llamado Alice Through the Mirrorshades, fue diseñado por Edward Bolme y es compatible con los juegos Cyberpunk y Paranoia. Se crearon al menos dos revistas de fanes en la época de la máxima popularidad de Cyberpunk con la aprobación de Pondsmith: Interface Magazine, que evolucionó a partir de la actualización no oficial de Cyberpunk dirigida por Chris Hockabout y  'Punk '21' , publicada en el Reino Unido.

#### Castle Falkenstein
En 1994, R. Talsorian Games lanzó el juego de rol de fantasía con temática steampunk de Pondsmith titulado Castle Falkenstein. La mecánica del juego se basaba en jugar a las cartas, en lugar de dados y estaba orientada a los juegos de rol de acción en vivo. Castle Falkenstein sigue siendo el juego más aclamado por la crítica de Pondsmith hasta la fecha con el premio Origins de 1994 a las mejores reglas de juego de rol y el premio Nigel D. Findley Memorial de 1995 al mejor producto de juego de rol. En 2000, James Cambias y Phil Masters adaptaron Castle Fankenstein al sistema GURPS y lo lanzaron por Steve Jackson Games.

### Contribuciones de diseño fuera de R. Talsorian Games
Pondsmith se asoció brevemente con TSR, Inc., donde trabajó en Buck Rogers XXVC, un juego de rol de ciencia ficción, y dos libros de consulta para Dungeons & Dragons: Kara-Tur: The Eastern Realms para Oriental Adventures en 1988 y Hall of Heroes para Forgotten Realms en 1989. También hizo contribuciones menores no acreditadas al original Star Wars: The Roleplaying Game lanzado en 1987 por West End Games.
Pondsmith también ha sido presidente de Game Manufacturers Association (GAMA), y en su papel de presidente de GAMA en 1993, arbitró un acuerdo extrajudicial entre Palladium Books y Wizards of the Coast sobre el uso de Wizards de las notas de integración del sistema Palladium. en The Primal Order.

### Pausa de R. Talsorian y el diseño de videojuegos
Después de enfrentar desafíos en la industria de los juegos de rol, el 15 de febrero de 1998, Pondsmith anunció que R. Talsorian solo operaría a tiempo parcial. Poner las principales líneas de juego en pausa en este momento significaba hacer lo mismo con los productos de Hero Games, y en septiembre de 1998, Hero Games anunció su separación de R. Talsorian Games. A fines del año 2000, Pondsmith aceptó una oferta de trabajo en Microsoft para producir juegos para Xbox. Como gerente de diseño en Microsoft, contribuyó a varios juegos (principalmente a la línea de títulos exclusivos de la consola Xbox original) lanzados por la compañía de Microsoft Studios. En MechCommander 2, lanzado en 2001, interpretó el papel de Steel, un personaje que aparece en las cinemáticas (también prestó su voz al personaje para la charla entre personajes del juego). También fue acreditado en Blood Wake de Stormfront Studios lanzado en el mismo año. El último título de Microsoft que se le atribuyó fue Crimson Skies: High Road to Revenge (2003). En 2004, dejó Microsoft para unirse a Monolith Productions donde trabajó en The Matrix Online (2005). Durante su tiempo en Microsoft, su esposa Lisa Pondsmith mantuvo a R. Talsorian Games en el negocio con publicaciones limitadas.
La idea de un juego de la serie Matrix fue presentada inicialmente internamente en Microsoft por Pondsmith y uno de sus compañeros de trabajo. A pesar de las conversaciones avanzadas con las hermanas Wachowski, las productoras de la película, el proyecto nunca llegó a buen término. Los lanzamientos a Shiny Entertainment tampoco tuvieron éxito y luego se enteró de que Monolith estaba trabajando en un juego de Matrix. Dada la oportunidad de unirse al equipo en vivo (responsable de mantener el juego y producir contenido posterior al lanzamiento), decidió unirse a Monolith. Pondsmith terminó haciendo el diseño de misiones para el juego bajo la dirección del director creativo en línea y diseñador principal del juego, Toby Ragaini.

### Cyberpunk v3.0
En 2000, Pondsmith anunció que estaba trabajando en la tercera edición de Cyberpunk. El trabajo en sí comenzó incluso antes, justo después del lanzamiento de Dragon Ball Z Adventure Game en 1999; y se esperaba que la tercera edición de Cyberpunk se enviara poco después. Inicialmente llamado Cyberpunk 203X, el lanzamiento del juego estaba programado para la primavera de 2001. La primera vista previa de dos páginas del juego se lanzó el 20 de agosto de 2001, marcando el primer retroceso de la fecha de lanzamiento del juego. Durante el prolongado desarrollo del juego, Pondsmith lanzó otra vista previa de la tercera edición de Cyberpunk el 31 de diciembre de 2004.} Se realizó una vista previa del manuscrito inicial del juego y la primera prueba pública tuvo lugar durante I-Con en Ronkonkoma, Nueva York, entre el 8 y el 10 de abril de 2005. El juego fue escrito por Pondsmith, Mike Blum, Colin Fisk, Dave Friedland, Will Moss y Scott Ruggels y finalmente fue lanzado el 13 de diciembre de 2005 con críticas mixtas.
Las ilustraciones del juego fueron criticadas, por ser fotografías de figuras de acción ligeramente modificadas de las que Pondsmith era coleccionista en ese momento. Sin embargo, el juego fue lo suficientemente exitoso como para justificar varios accesorios y complementos que se anunciaron inmediatamente después del lanzamiento del libro principal. Esto incluía DataPack (inicialmente llamado Dossier Pak), FlashPak, Gangbook y AltCult Insider. Cyberpunk v3.0, al igual que sus predecesores, fue influenciado por los libros clásicos de ciberpunk escritos por Neal Stephenson y William Gibson, pero también incorporó ideas de nuevas fuentes literarias, anime y películas. Según Pondsmith, fue diseñado para convertirse en un comentario sobre el siglo XXI, las influencias corporativas en la vida cotidiana, las ideologías de los grupos, el lugar del gobierno, la guerra y los avances en biotecnología.

#### Sistema Interlock y Fuzion
Además de trabajar en R. Talsorian Games, Pondsmith contribuyó a la línea Champions de Hero Games. Trabajando principalmente como asistente editorial en libros como Alliances for the Champions: New Millennium, conoció la mecánica de Hero Games (Hero System) que luego decidió fusionar con el Interlock System utilizado por la mayoría de los juegos de RTG hasta ese punto. El resultado final de este proceso fue el sistema Fuzion utilizado por los títulos RTG posteriores, en particular la tercera edición del juego Cyberpunk. En el prólogo de la tercera edición de Cyberpunk, Pondsmith justificó estos cambios como necesarios para optimizar el juego y atraer nuevos jugadores. Pero al igual que el juego en sí, estos recibieron críticas mixtas. Pondsmith posee los derechos de Fuzion junto con Steve Peterson y Ray Greer de Hero Games.

### R. Talsorian Games
R. Talsorian Games es una editorial de juegos de rol con sede en Washington. Fundada en 1985 en California por Pondsmith, fue una de las primeras editoriales de juegos de rol en adoptar la autoedición. Actualmente, Lisa Pondsmith, la esposa de Mike Pondsmith, se desempeña como gerente general de la empresa y Pondsmith sigue siendo el propietario, director ejecutivo y diseñador principal. En cuanto a la fuente del nombre de la empresa, Pondsmith ha declarado que "R. Talsorian es una persona real que nunca juega juegos de rol". En una entrevista de 2016, aclaró que el nombre "R. Talsorian" deriva de uno de los inversores de la empresa, un "agricultor de pasas en Fresno". Un compañero diseñador de juegos, Warren Spector, le aconsejó que evitara nombrar a su empresa como él mismo; Pondsmith y sus asociados siguieron ese consejo y nombraron a su empresa como "la única persona que nunca se presentaría en una convención", Talsorian.

#### Maximum Mike
Pondsmith usa su alter ego "Maximum Mike" en muchos de los libros de Cyberpunk. A diferencia de personajes recurrentes como Morgan Blackhand, Johnny Silverhand o Nomad Santiago, Maximum Mike rompe la cuarta pared y habla directamente con el lector. Sin embargo, la imagen y el nombre de Pondsmith se usaron directamente en el mundo Cyberpunk con un nombre diferente; aparece como "Omni Kismet, Ph.D.", uno de los personajes de Netrunner CCG (el nombre del personaje es un anagrama de "Mike Pondsmith").

### Cyberpunk 2077

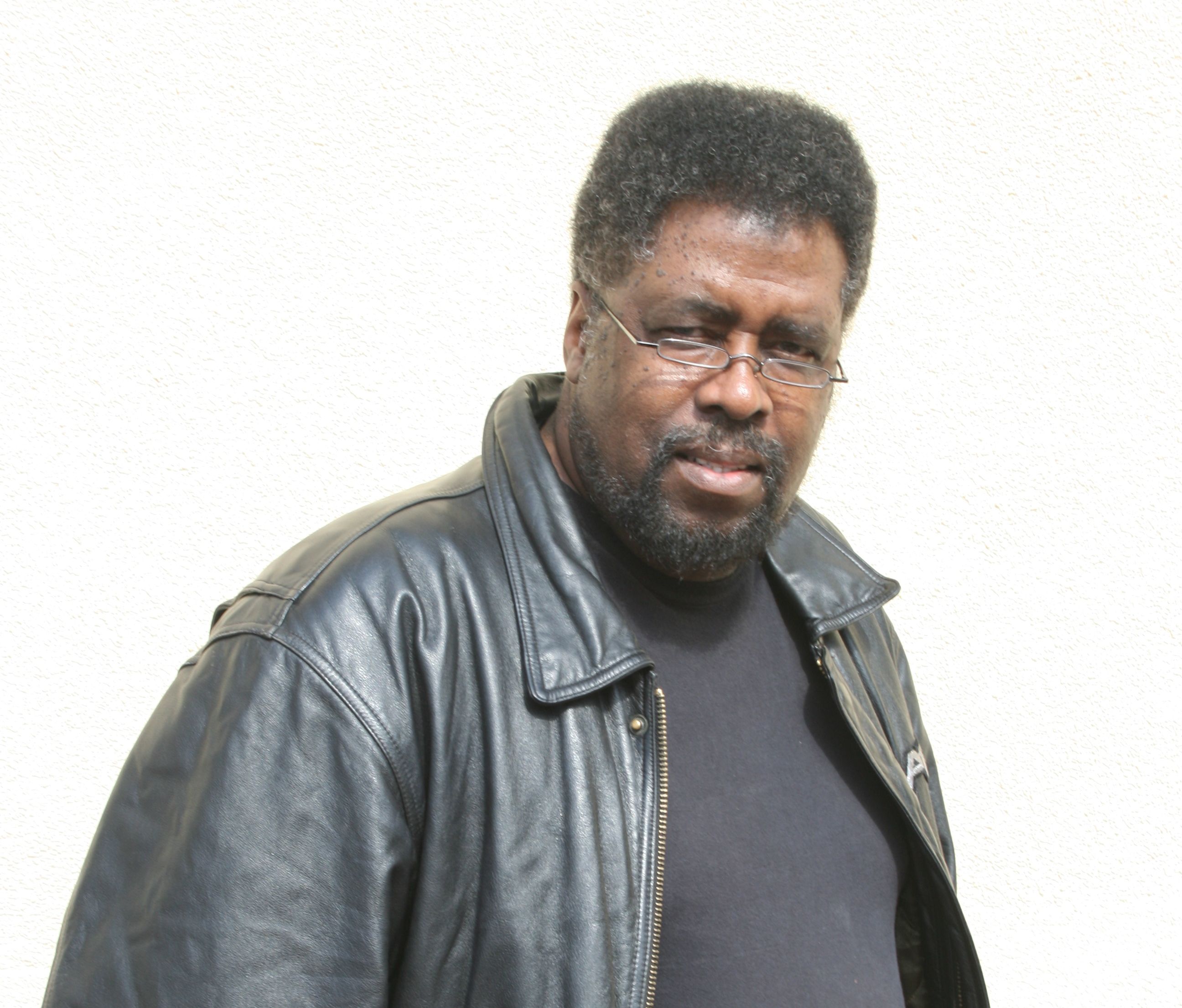
Pondsmith en 2012.

El 30 de mayo de 2012, se confirmó que Pondsmith estaba trabajando con CD Projekt RED en un videojuego ambientado en el universo Cyberpunk. El 18 de octubre de 2012, se reveló que el nombre y la configuración del juego eran Cyberpunk 2077. Inmediatamente después, Brian Crecente pudo confirmar con los creadores del juego que Pondsmith también estaba trabajando en una nueva edición del juego de rol de lápiz y papel Cyberpunk que evolucionaría el género. En la entrevista para GameSpot, Marcin Iwiński de CD Projekt divulgó que la participación de Pondsmith en el desarrollo del videojuego se centra principalmente en el aspecto y la mecánica del mundo del juego y su aporte, aunque constante, no ocurre a diario debido a la distancia entre las partes. Los creadores de videojuegos, así como Mike Pondsmith y otros diseñadores de R. Talsorian Games contribuirán en el blog cyberpunk.net recientemente creado.
Mike Pondsmith también da voz a dos personajes en Cyberpunk 2077, uno de ellos es Maximum Mike, el DJ de Morro Rock Radio, una continuación de su personaje de los libros de consulta de Cyberpunk.

## Vida personal
Pondsmith tiene una esposa, Lisa y un hijo, Cody, quienes trabajan en R. Talsorian Games. Aunque Mike y Lisa se habían conocido antes, su relación comenzó alrededor de 1977 cuando ambos aún estaban en la universidad y se casaron en febrero de 1982. Lisa se desempeña como gerente general de R. Talsorian Games y ha sido acreditada en varios títulos, sobre todo como autora junto a Jeff Grubb del libro de consulta The Memoirs of Auberon of Faerie para el sistema Castle Falkenstein; y Cody es acreditado como miembro del personal de producción en el complemento Flashpak de Cyberpunk V3.0. También participó en la promoción y las comunicaciones comunitarias relacionadas con el título steampunk de RTG, Castle Falkenstein. Antes de diseñar juegos, Pondsmith trabajaba como paleontólogo aficionado. En su tiempo libre, colecciona figuras de acción de plástico de G.I. Joe, destacadas en el libro de reglas básico de Cyberpunk v3.0, y disfruta de actividades al aire libre, leer y jugar con autos y aviones controlados por radio.

### Apariciones públicas
Pondsmith ha sido muy activo en las comunidades de juegos y ha aparecido en muchas convenciones de juegos a lo largo de los años. Estuvo presente en muchas de las Gen Con, lo que llevó a que sus recuerdos de sus experiencias aparecieran en 40 años de Gen Con de Robin D. Laws, publicado en agosto de 2007 por Atlas Games. Asistió a I-CON, A-Kon, Norwescon, Origins, DexCon, DunDraCon y otros. Pondsmith fue invitado de honor en Ropecon1999, Astronomicon 2001 e I-CON 25 (24 al 26 de marzo de 2006). Tanto Pondsmith como su hijo Cody realizan varios juegos durante diferentes convenciones de juegos. Pondsmith también apareció en el escenario para hablar sobre el videojuego Cyberpunk 2077 durante dos de las conferencias de CD Projekt RED.

### Carrera académica
Entre los años 2010 y 2011, Pondsmith estuvo trabajando en el Departamento de Diseño y Producción de Software de Juegos en el DigiPen Institute of Technology en Redmond, donde impartía clases de diseño de juegos. Los dos cursos que impartió fueron Historia del Juego (GAT 110) y Mecánica del Juego I (GAT 210).

## Premios y reconocimientos
Varios juegos diseñados o cocreados por Mike Pondsmith recibieron premios a lo largo de los años.
- Teenagers from Outer Space recibieron el premio RPGA Gamer's Choice Award.[5]
- Castle Falkenstein recibió el premio a las mejores reglas de juego de rol de 1994 Origins Award.[24][66]
- Castle Falkenstein recibió el premio Nigel D. Findley Memorial de 1995 al mejor producto de juego de rol.[24]
- Six Guns and Sorcery para Castle Falkenstein, escrita por Edward Bolme, James Cambias, Eric Floch, Angela Hyatt, Jim Parks, Derek Quintanar, Barrie Rosen, Mark Schumann y Chris Williams, recibió el Premio Origins a la mejor interpretación suplementaria de 1996.[67]
- Teenagers from Outer Space recibió el premio Origins Gamer's Choice Award al mejor juego de rol de otra categoría de 1987.[68]
- Cyberpunk recibió el premio Origins Gamer's Choice al mejor juego de rol de ciencia ficción de 1989.[68]
- Kara-Tur: The Eastern Realms, escrita por Jay Batista, Deborah Christian, John Nephew, Mike Pondsmith y Rick Swan, recibió el premio al mejor accesorio de juego de rol de Origins Gamer's Choice Award de 1989.[68]

El 1 de julio de 2006, fue incluido en el Salón de la fama de los premios Origins, junto con Jolly R. Blackburn, Rodger MacGowan, Dennis Mize (póstumamente), Aaron Allston y el juego Star Fleet Battles.
El 12 de septiembre de 2020, Pondsmith recibió el premio Jerry Lawson Lifetime Achievement Award en la cuarta entrega anual de premios Black in Gaming.

## Juegos de mesa diseñados
En 1990, durante su tiempo con TSR, Pondsmith codiseñó tres juegos de mesa para dos jugadores para la editorial.
- Attack in the Asteroids con Paul Lidberg y Kim Mohan
- Battle for the Sprawls con Paul Lidberg
- Craters of Tharsis con Paul Lidberg

Además, R. Talsorian Games lanzó el juego de mesa GoDice de Pondsmith en 2006. El lanzamiento inicial de Mekton también se considera un juego de mesa.